# 1434 w literaturze
Wydarzenia literackie w 1434 roku.

## Urodzili się
- Giacomo Filippo Foresti, włoski zakonnik i kronikarz
- Janus Pannonius, węgierski humanista, neołaciński poeta okresu wczesnego Odrodzenia